# Melzerella lutzi
Melzerella lutzi là một loài bọ cánh cứng trong họ Cerambycidae.